# Samira Alimradowna Rachmanowa
Samira Alimradowna Rachmanowa (russisch Замира Алимрадовна Рахманова; * 28. Dezember 1985 in Kaspijsk, Dagestanische ASSR) ist eine russische Ringerin. Sie wurde 2007 in Sofia Europameisterin und 2011 in Istanbul Weltmeisterin in der Gewichtsklasse bis 51 kg Körpergewicht.

## Werdegang
Samira Rachmanowa begann ihre Ringerlaufbahn im Jahre 2001 bei Dynamo Kaspijsk in Dagestan/Russland. Auf der internationalen Ringermatte startete sie zunächst aber für Kirgisistan. Bereits 2004 kehrte sie zum russischen Ringerverband zurück und wird seitdem von Kurban Kurbanow bei Dynamo Machatschkala trainiert. Sie ist Studentin und startet in der Regel in der Gewichtsklasse bis 51 kg, trainierte aber auch schon in die Gewichtsklasse bis 48 kg ab. Seit 2012 startet sie in der Gewichtsklasse bis 55 kg.
Bei ihrem einzigen Start auf der internationalen Ringermatte für Kirgisistan kam sie bei der Junioren-Weltmeisterschaft 2003 in Istanbul in der Gewichtsklasse bis 48 kg nach Niederlagen gegen Yuuri Funatsu aus Japan und Yadav Kamini aus Indien nur auf den 20. Platz.
In den Jahren 2004 bis 2006 trat sie bei keinen internationalen Meisterschaften an. 2007 wurde sie ganz überraschend russische Meisterin in der Gewichtsklasse bis 51 kg und wurde bei der Europameisterschaft dieses Jahres in Sofia eingesetzt. Sie konnte dort voll überzeugen und wurde mit Siegen über Emesa Barka aus Ungarn, Alexandra Engelhardt aus Deutschland und Estera Dobre aus Rumänien auf Anhieb Europameisterin. Bei der Weltmeisterschaft 2007 in Baku siegte sie in ihrem ersten Kampf über Maria Iwanowa aus Belarus, verlor aber dann gegen die routinierte Kanadierin Erica Sharp nach ausgeglichenem Kampf knapp nach Punkten (1:2 Runden bei 5:4 Punkten). Da Erica Sharp das Finale nicht erreichte, schied Samira Rachmanowa aus und kam nur auf den 7. Platz.
2008 trainierte Samira Rachmanowa in die Gewichtsklasse bis 48 kg ab, weil diese Gewichtsklasse im Gegensatz zur Gewichtsklasse bis 51 kg olympisch ist. Sie wurde dann auch russische Meisterin und in dieser Gewichtsklasse bei den Olympischen Spielen in Peking eingesetzt. Dort enttäuschte sie aber, denn sie verlor ihren ersten Kampf gegen Vanessa Boubryemm aus Frankreich, schied aus und erreichte nur den 11. Platz.
Nach dieser Enttäuschung kehrte sie im Jahre 2009 in die Gewichtsklasse bis 51 kg zurück und belegte bei der russischen Meisterschaft in dieser Gewichtsklasse den 3. Platz. Bei internationalen Meisterschaften wurde sie in diesem Jahr aber vom russischen Ringerverband nicht eingesetzt. 2010 wurde Samira Rachmanowa wiederum russische Meisterin in der Gewichtsklasse bis 51 kg vor Jekaterina Krasnowa und im September 2010 bei der Weltmeisterschaft in Moskau eingesetzt. Sie siegte dort in ihrem ersten Kampf gegen Nadine Tokar aus der Schweiz, unterlag aber gegen Oleksandra Kohut aus der Ukraine. Diese kam in das Finale, deshalb konnte sich Samira Rachmanowa mit Siegen in der Trostrunde über Maria Iwanowa und Tatjana Bakatschuk aus Kasachstan noch eine WM-Bronzemedaille erkämpfen. 
2011 kam Samira Rachmanowa bei der russischen Meisterschaft in der Gewichtsklasse bis 51 kg hinter Marina Wilmowa und Jekaterina Krasnowa nur auf den 3. Platz, erhielt aber trotzdem das Vertrauen des russischen Ringerverbandes bei der Weltmeisterschaft 2011 in Istanbul. Sie rechtfertigte dieses Vertrauen auch voll und ganz und wurde mit Siegen über Jessica MacDonald, Kanada, Sun Yanan, China, Mareka Shidochin, Japan und Dawaasüchiin Otgontsetseg, Mongolei neue Weltmeisterin. Bemerkenswert dabei ist, dass sie diesen Titel in vier Kämpfen sehr griffreichen Kämpfen gewann, wie das Punkteverhältnis von 37:12 aussagt.
Nach ihrem Wechsel in die Gewichtsklasse bis 55 kg im Jahre 2012 konnte Samira Rachmanowa bei der russischen Meisterschaft 2012 nicht überzeugen. Sie verlor gegen Waleria Scholobowa, die aus der Gewichtsklasse bis 59 kg abtrainiert hatte und konnte sich nicht im Vorderfeld platzieren. Wahrscheinlich hat sie deshalb keine Chance mehr, bei den Olympischen Spielen 2012 in London an den Start gehen zu können.

## Internationale Erfolge
| Jahr | Platz | Wettbewerb                      | Gewichtsklasse | Ergebnisse |
| 2003 | 20.   | Junioren-WM in Istanbul         | bis 48 kg      | nach Niederlagen gegen Yuuri Funatsu, Japan und Yadav Kamini, Indien (für Kirgisistan startend)                                                      |
| 2007 | 2.    | Welt-Cup in Krasnojarsk         | bis 51 kg      | hinter Patricia Miranda, USA, vor Ninako Hattori, Japan, Li Xiaomei, China und Alexandra Engelhardt, Deutschland                                     |
| 2007 | 1.    | EM in Sofia                     | bis 51 kg      | nach Siegen über Emese Barka, Ungarn, Alexandra Engelhardt und Estera Dobre, Rumänien                                                                |
| 2007 | 7.    | WM in Baku                      | bis 51 kg      | nach Sieg über Maria Iwanowa, Belarus und Niederlage gegen Erica Sharp, Kanada                                                                       |
| 2088 | 3.    | Klippan-Lady-Open               | bis 48 kg      | hinter Sofia Mattsson, Schweden und Sara Fulp-Allen, USA, gemeinsam mit Alexandra Engelhardt                                                         |
| 2008 | 11.   | OS in Peking                    | bis 48 kg      | nach einer Niederlage gegen Vanessa Boubryemm, Frankreich                                                                                            |
| 2010 | 2.    | Golden-Grand-Prix in Baku       | bis 51 kg      | hinter Sofia Mattsson, vor Oleksandra Kohut, Ukraine und Tsogtbadsaryn Enchdschargal, Mongolei                                                       |
| 2010 | 3.    | WM in Moskau                    | bis 51 kg      | nach einem Sieg über Nadine Tokar, Schweiz, einer Niederlage gegen Oleksandra Kohut und Siegen über Maria Iwanowa und Tatjana Bakatschuk, Kasachstan |
| 2011 | 1.    | Golden-Grand-Prix in Baku       | bis 51 kg      | vor Maria Iwanowa, Jekaterina Sergejewna Krasnowa, Russland und Julia Blahinja, Ukraine                                                              |
| 2011 | 2.    | Poland-Open in Tarnowo Podgorne | bis 51 kg      | hinter Genevieve Hayley, Kanada, vor Jekaterina Krasnowa und Whitney Conder, USA                                                                     |
| 2011 | 1.    | WM in Istanbul                  | bis 51 kg      | nach Siegen über Jessica MacDonald, Kanada, Sun Yanan, China, Mareka Shidochin, Japan und Dawaasüchiin Otgontsetseg, Mongolei                        |
| 2011 | 5.    | Trofeo Milone in Ostia          | bis 55 kg      | hinter Elsa Tuchbatulina, Russland, Valentina Minguzzi, Italien, Ilona Omilusik, Polen und Ana Maria Pavăl, Rumänien                                 |

## Russische Meisterschaften
| Jahr | Platz | Gewichtsklasse | Ergebnisse                                                   |
| 2007 | 1.    | bis 51 kg      |                                                              |
| 2008 | 1.    | bis 51 kg      |                                                              |
| 2009 | 3.    | bis 51 kg      | hinter Jekaterina Sergejewna Krasnowa und Marina Wilmowa     |
| 2010 | 1.    | bis 51 kg      | vor Jekaterina Krasnowa, Ljubow Salnikowa und Marina Wilmowa |
| 2011 | 3.    | bis 51 kg      | hinter Marina Wilmowa und Jekaterina Krasnowa                |
| 2012 | unpl. | bis 55 kg      | nach einer Niederlage gegen Waleria Scholobowa               |

## Erläuterungen
- alle Wettkämpfe im freien Stil
- OS = Olympische Spiele, WM = Weltmeisterschaft, EM = Europameisterschaft